# Undergrundsbanen
|  | Denne artikel er oprettet af botten Steenthbot ud fra en ekstern database. Den kan derfor have sproglige fejl eller mangler. Denne skabelon kan fjernes efter kontrol af indholdet. |

Undergrundsbanen er en dansk dokumentarisk optagelse fra 1948.

## Handling
[Første del af filmen mangler] I forbindelse med planer om en undergrundsbane fortages i årene 1946-1948 en masse forundersøgelser forskellige steder i København. I Geoteknisk Laboratorium på Danmarks Tekniske Højskole bliver jordprøver geologisk bedømt og underkastet en række undersøgelser. Resultaterne bruges til beregning af jordens bæreevne og risiko for bygningers nedsynkning. Jordprøverne tages op ved nedsætning af rør og sprængninger. Sandpumpen tømmes for indhold og synes af boremesteren. Der måles også på vandspejlssænkning og laves kemiske analyser af vandprøver. Rørbor, der kan drives 15-20 meter ned ved hjælp af en 15 HK dieselmotor, tager prøver af kalkstenslaget.